# Mängelexemplar (Film)
Mängelexemplar ist die Literaturverfilmung des gleichnamigen Romans von Sarah Kuttner. Regie führte Laura Lackmann. In den Hauptrollen sind Claudia Eisinger, Katja Riemann, Barbara Schöne, Laura Tonke und Maren Kroymann zu sehen. Der Film lief am 12. Mai 2016 in den deutschen Kinos an.

## Handlung
Karo erleidet einen Zusammenbruch, nachdem sie ihren Job verliert und auch ihre Beziehung zu ihrem Freund Philipp nicht funktioniert. Sie sucht die Psychotherapeutin Annette auf und erhofft sich durch eine Therapie ihre emotionalen Konflikte und Panikattacken zu lösen. Nach besonders schweren nächtlichen Angstattacken erhält Karo vor allem Unterstützung durch ihre Mutter und ihre Großmutter, ein kurzfristiger Umzug zu ihrer Mutter und ein Antidepressivum helfen ihr im Genesungsprozess. Im Laufe der Wochen und Monate versucht Karo ihre Beziehung zu ihrer besten Freundin Anna zu kitten. Außerdem entwickelt sich zu ihrem guten Freund Max, welcher sich fürsorglich um Karo kümmert, eine Liebesbeziehung.

## Rezeption
Heike Hupertz beschreibt den Film in der Frankfurter Allgemeinen Zeitung als „einen schnellen Film mit witzigen Bildeinfällen“. Auch Julia Dettke nennt den Film im Tagesspiegel ein „starkes Regiedebüt“ mit „einer Hauptdarstellerin, die man sich merkt, sowie einem insgesamt ziemlich herausragenden Ensemble“. Eva Thöne kritisiert auf Spiegel Online jedoch die Oberflächlichkeit des Filmes und die verpasste „Gelegenheit, ein individuell plausibles Porträt einer depressiven Frau zu zeichnen“.